# Droga ekspresowa 75 (Izrael)
Droga ekspresowa 75 (hebr. כביש 75) – droga krajowa położona w Dolnej Galilei, na północy Izraela. Biegnie ona z nadmorskiego miasta Hajfa przez Dolinę Jezreel do położonego w masywie górskim Hare Nacerat miasta Nazaret. Droga odgrywa ważną funkcję komunikacyjną w północnej części kraju.

## Przebieg
Droga nr 75 biegnie równoleżnikowo z zachodu na wschód, od miasta Hajfa do Nazaretu.

### Równina nadmorska

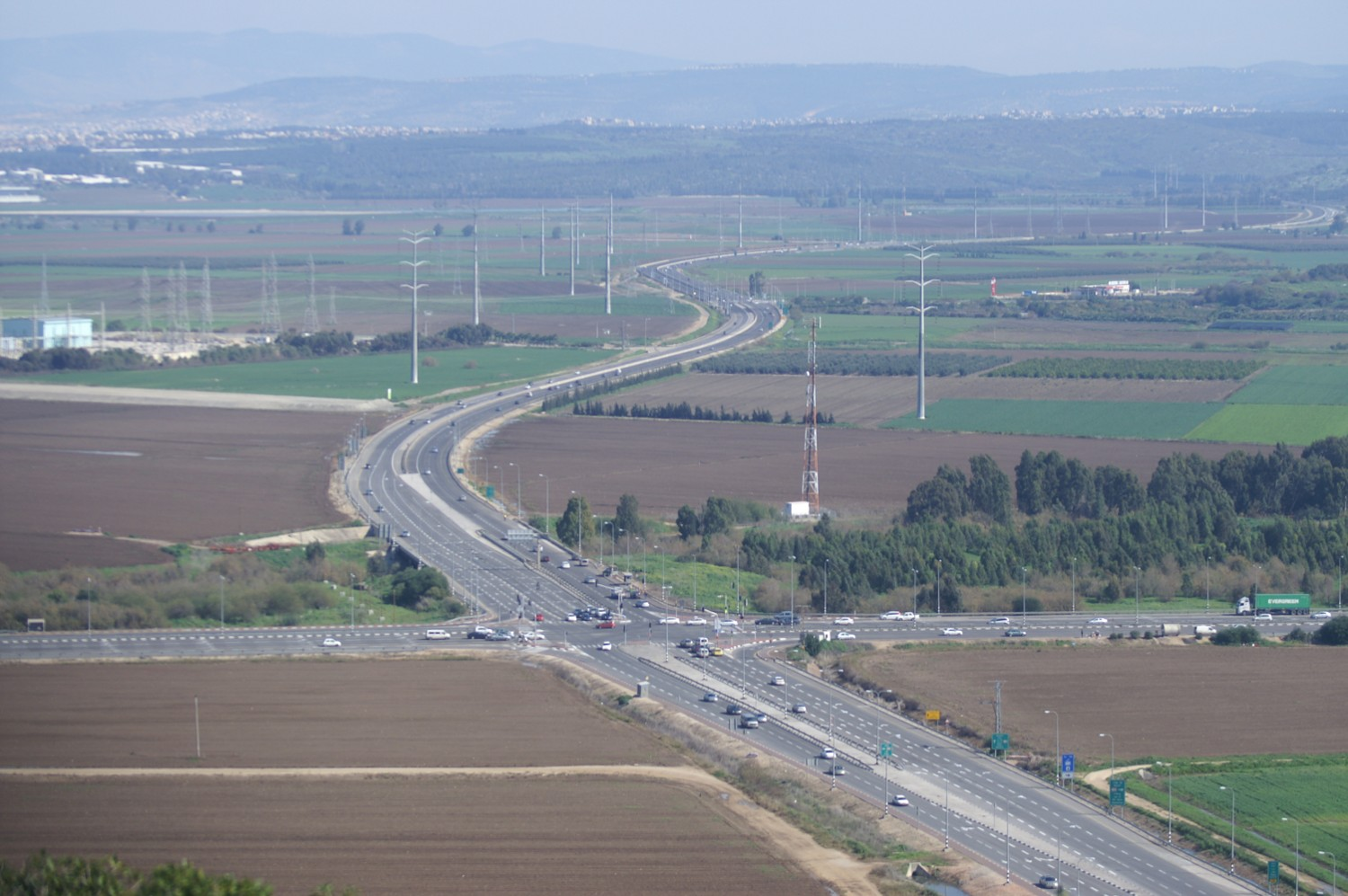
Skrzyżowanie Jagur

Swój początek bierze na równinie przybrzeżnej Izraela w nadmorskim mieście Hajfa. Obecnie trwają w tym miejscu duże prace budowlane mające na celu wydłużenie drogi nr 75 i budowę węzła drogowego z autostradą nr 22. Budowa ma być zakończona pod koniec 2013 roku. Wtedy nowa estakada umożliwi przejechanie nad centralnym dworcem autobusowym Hajfy oraz linią kolejową łączącą Hajfę z Naharijją. Tuż obok znajduje się duże centrum handlowe i stacja kolejowa Lew ha-Mifrac. Tymczasem funkcjonuje tutaj skrzyżowanie Kiszon z drogą nr 4. Droga ekspresowa nr 75 kieruje się stąd jako droga dwujezdniowa (ulica ha-Amakim) na południowy wschód. Istnieje tutaj możliwość zjechania do położonych po bokach osiedli mieszkaniowych. Sama droga przejeżdża natomiast wiaduktem nad ulicą Morag i wyjeżdża ze strefy zurbanizowanej w rejon strefy przemysłowe na przedmieściach Hajfy. Po około 1,5 km przejeżdża się prawie niezauważalnym mostem nad niewielkim strumieniem Naszer, który spływa z położonego na południe od drogi masywu góry Karmel. Po około 500 m dociera się do zjazdu do cementowni spółki Nesher Israel Cement Enterprises Ltd., jedynego producenta cementu w kraju. Wiaduktem przejeżdża się tutaj nad lokalną drogą, którą można dojechać do przebiegającej na południowym zachodzie drogi nr 752 i miasta Neszer. Następnie droga biegnie wzdłuż rzeki Kiszon, mijając położone po bokach pola uprawne. Po kolejnych 2 km do skrzyżowania z drogą ekspresową nr 70 przy kibucu Jagur. Droga nr 70 prowadzi na północny wschód do skrzyżowania z drogi nr 762 i miejscowości Rechasim. Natomiast w kierunku południowym odchodzi stąd droga nr 752 umożliwiająca dojechanie do miasta Neszer i kibucu Jagur. Planowana jest budowa tutaj bezkolizyjnego węzła drogowego. Budowa ma być zakończona pod koniec 2013 roku. Przez następne 3,5 km drogi nr 70 i nr 75 biegną razem jedną dwupasmową drogą. Przejeżdża się tutaj wiaduktem nad drogą 7223 łączącą kibuc Jagur z położonymi na północnym wschodzie wioską komunalną Kefar Chasidim Bet, moszawem Kefar Chasidim Alef i wioską edukacyjną Kefar ha-No’ar ha-Dati.

### Emek Zewulun

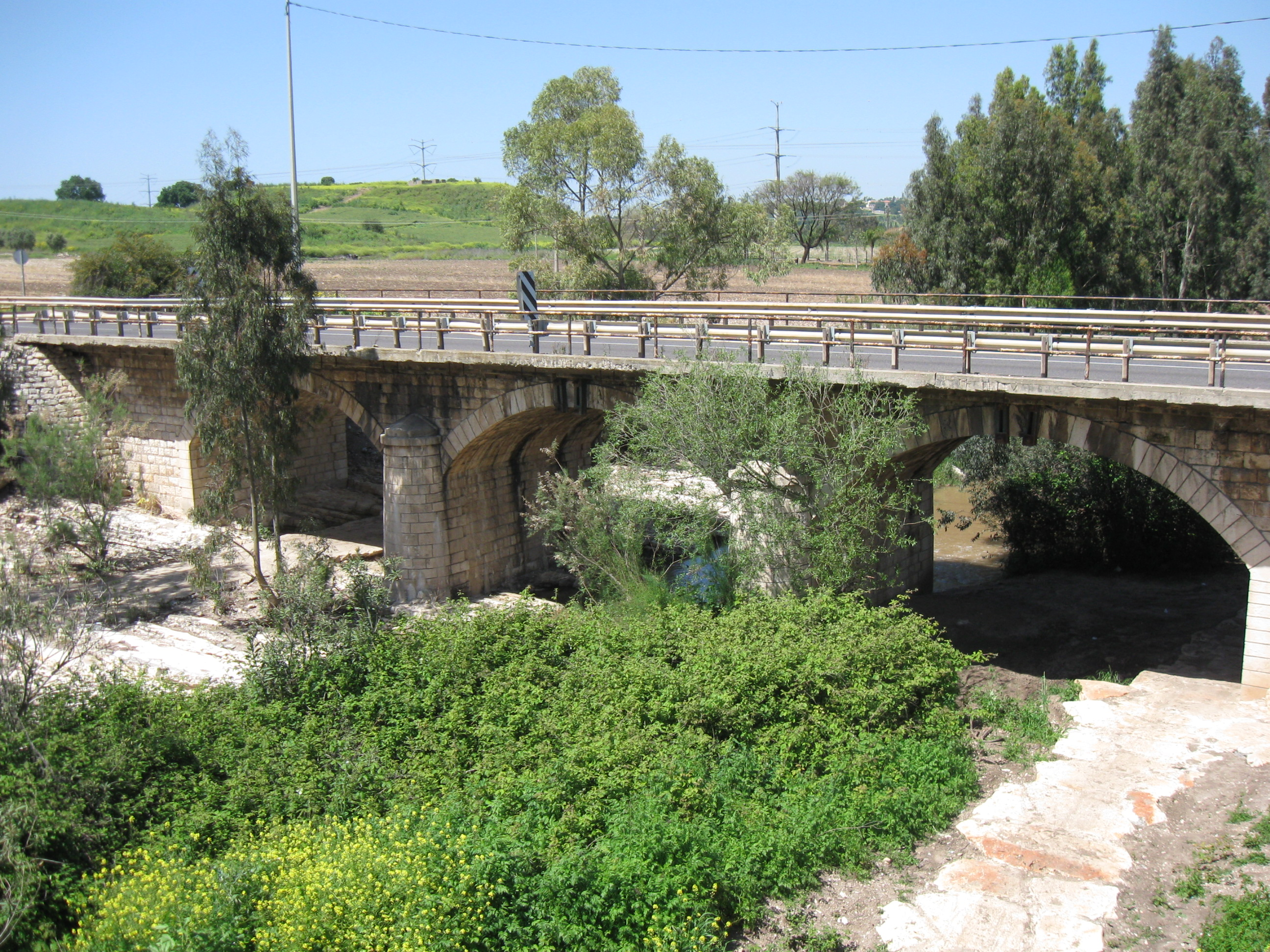
Most na rzece Kiszon

Droga nr 75 po opuszczeniu równiny przybrzeżnej wjeżdża do Emek Zewulun, która wciska się pomiędzy masyw góry Karmel a wzgórza oddzielająca Dolinę Jezreel od wybrzeża. Po północno-wschodniej stronie drogi wije się tutaj rzeka Kiszon, wzdłuż której brzegów rosną drzewa. Pozostałą niewielką powierzchnię doliny zajmują tereny uprawne. Po przejechaniu ponad 2 km dojeżdża się do skrzyżowania z lokalną drogą prowadzącą do położonego na południu Zakładu karnego Kiszon. Następnie mija się bazę wojskową Jalame, służącą 22 Batalionowi Inżynieryjnemu, który stanowi zaplecze techniczne rezerwowej Brygady Karmeli. Zaraz przy bazie jest położone skrzyżowanie ha-Amakim, na którym droga nr 70 wykręca na południe w kierunku miasta Jokne’am. Natomiast droga nr 75 już jako jednopasmowa kieruje się na wschód w stronę zalesionych wzgórz. Po pokonaniu około 100 m znajduje się most nad rzeką Kiszon, która spływa z ciągnącej się w kierunku południowym doliny. Droga nr 75 mija położone po obu stronach stawy hodowlane i dociera do skrzyżowania z prowadzącą na południe drogą 7213 Prowadzi ona do zachodniej dzielnicy miasta Kirjat Tiwon i wioski edukacyjnej Oranim. Stąd droga nr 75 powoli wjeżdża na wysokość 150 m n.p.m. Na podjeździe droga posiada dwa pasy jazdy ułatwiające wyprzedzanie samochodów ciężarowych. Na całym tym długim odcinku do miasta Kirjat Tiwon, droga wije się łagodnymi zakrętami wśród rosnących po bokach drzew. Po około 1 km jest zjazd do położonego na północ od drogi kibucu Sza’ar ha-Amakim. Po dalszych niecałych 2 km dojeżdża się do skrzyżowania Alonim w mieście Kirjat Tiwon (w kierunku północnym odchodzi ulica Alonim, a na południe ulica Icchaka Rabina). Na wysokości tego skrzyżowania droga staje się ponownie drogą dwujezdniową. Po około 400 metrach jest skrzyżowanie z ulicą Borochowa. Można tutaj zjechać do położonego na południu Parku Narodowego Bet Sze’arim.

### Dolina Jezreel
Na odcinku następnych 500 metrów droga zjeżdża do położonej około 80 m niżej intensywnie eksploatowanej rolniczo Doliny Jezreel. Wyjeżdża się tutaj z lasu ha-Szomrim, i otoczeniem drogi ponownie są pola uprawne. Na skrzyżowaniu ha-Szomrim odchodzi na południe droga nr 722, która prowadzi do moszawów Bet Zajid i Sede Ja’akow. Jadąc nią dalej na południowy zachód dojeżdża się do węzła drogowego drogi ekspresowej nr 70 z drogą nr 66. Natomiast droga nr 75 po około 500 m dociera do skrzyżowania Allonim przy centrum handlowym Allonim. Poza stacją benzynową jest tutaj między innymi restauracja McDonald’s. W kierunku północnym odchodzi stąd droga nr 7513, która prowadzi do kibucu Allonim. Droga nr 75 po około 700 m dociera do skrzyżowania Jiszai, na którym w kierunku północno-wschodnim odchodzi droga ekspresowa nr 77 prowadząca do miejscowości Zarzir. Natomiast droga nr 75 dociera do miejscowości Ramat Jiszaj. Pierwsze skrzyżowanie jest z ulicą ha-Szikma, za którym przejeżdża się przez niewielki, prawie niezauważalny mostek nad strumieniem Betlejem. Tuż za nim droga wjeżdża na niewielkie wzniesienie o wysokości około 110 m n.p.m. Na nim jest położone drugie skrzyżowanie w centrum Ramat Jiszaj – w kierunku północnym odchodzi ulica Eukaliptus, a na południowy zachód ulica ha-Dekel. Wyjeżdżając z miasta droga przechodzi w jednopasmową (prowadzone są prace nad rozbudową drogi do dwupasmowej) i zjeżdża w niewielką dolinę, gdzie jest zjazd do położonego na południe od drogi moszawu Bet Sze’arim. Tuż za nim przejeżdża się przez niewielki mostek nad strumieniem Nahalal. Niecały kilometr dalej jest zjazd do położonej na północ od drogi arabskiej wioski Manszija Zabda. Około 300 m dalej jest kolejny niewielki mostek, tym razem nad strumieniem Szimron. Po około 1,5 km droga dociera do podnóża masywu górskiego Hare Nacerat. W miejscu tym znajduje się skrzyżowanie Nahalal z drogą nr 73 (prowadzi na południe do moszawu Nahalal) i droga nr 7626 (prowadzi na północ do arabskiej miejscowości Zarzir).

### Góry Hare Nacerat
Za skrzyżowaniem Nahalal droga nr 75 zaczyna powoli wznosić się po zboczach masywu górskiego Hare Nacerat. Po jej północnej stronie rozciąga się kompleks leśny, natomiast po stronie północnej są położone pola uprawne Doliny Jezreel. Kilometr dalej jest skrzyżowanie z lokalną drogą prowadzącą na północ do wioski komunalnej Timrat. Około 1,3 km dalej znajduje się zjazd do miasta Migdal ha-Emek (prowadzi tam droga nr 7555). Natomiast droga nr 75 pełni dalej funkcję obwodnicy Migdal ha-Emek, omijając miasto od północy i północnego wschodu. Wśród położonych na północy zalesionych wzgórz mieści się baza wojskowa Ma’alul, pełniąca funkcję głównego rezerwowego magazynu amunicji w Galilei. Na tym odcinku droga nr 75 nieustannie pnie się do góry, osiągając wysokość 260 m n.p.m. na skrzyżowaniu umożliwiającym zjazd do położonego na północny wschód od drogi kibucu Kefar ha-Choresz. Około 100 m dalej jest skrzyżowanie ze zjazdem na południe do strefy przemysłowej miasta Migdal ha-Emek. Następnie droga nr 75 wykręca na południe i zjeżdża do niewielkiej kotliny, w której łagodnym łukiem skręca na wschód i ponownie wjeżdża do góry na wysokość około 280 m n.p.m. Tutaj, po ponad 2 km znajduje się skrzyżowanie z drogą nr 7756 umożliwiającą zjechanie do wschodnich osiedli Migdal ha-Emek. Droga w tym rejonie wije się głębokimi wadi i coraz bardziej wznosi się do góry na grzbiet masywu górskiego Harej Nacre. Przy wjeździe do miasta Jafa an-Naserije ponownie przechodzi w drogę dwupasmową i w gęstej zabudowie miejskiej wspina się na wysokość 320 m n.p.m. Sam wjazd do sąsiedniego miasta Nazaret jest prawie niezauważalny, gdyż przez cały czas otoczeniem drogi jest gęsta arabska zabudowa. Na skrzyżowaniu Nazaret Południowy jest możliwość zjazdu na drogę nr 60, prowadzącą na południe do serca Doliny Jezreel i miasta Afula. Następnie droga nr 75 biegnie między miastami Nazaret i Nof ha-Galil. Koniec znajduje się na skrzyżowaniu z drogą nr 754, która prowadzi do miejscowości Ar-Rajna.